# Alan Sorrenti
Alan Sorrenti (ur. 9 grudnia 1950 w Neapolu) – włoski piosenkarz i kompozytor.

## Dyskografia
- Aria (1972);
- Come un vecchio incensiere all'alba di un villaggio deserto (1973);
- Alan Sorrenti (1974);
- Sienteme, it's time to land (1976);
- Figli delle Stelle (1978);
- L.A. & N.Y. (1979);
- Di notte (1980);
- Angeli di strada (1983);
- Bonno Soku Bodai (1987);
- Radici (1992);
- Kyoko mon amour (1997):
- Miami (1996);
- Sottacqua (2003).